# Skyscraper Souls
Skyscraper Souls é um filme pre-Code estadunidense de 1932, do gênero drama romântico, dirigido por Edgar Selwyn, e estrelado por Warren William, Maureen O'Sullivan, Gregory Ratoff, Anita Page, Verree Teasdale, Jean Hersholt, Norman Foster e George Barbier. O roteiro de C. Gardner Sullivan e Elmer Blaney Harris foi baseado no romance "Skyscraper" (1931), de Faith Baldwin.

## Sinopse
O filme retrata as aspirações, a vida cotidiana e as tragédias vividas por várias pessoas no fictício Seacoast National Bank Building, de 100 andares, em Manhattan. Entre eles está David "Dave" Dwight (Warren William), um dono de banco mulherengo que mantém um casamento de conveniência com sua esposa Ella (Hedda Hopper), e a mantém feliz enquanto paga suas contas, mesmo não a amando. Sua secretária, Sarah (Verree Teasdale), quer que ele se divorcie de Ella para que eles possam se casar e serem finalmente felizes.

## Elenco
- Warren William como David "Dave" Dwight
- Maureen O'Sullivan como Lynn Harding
- Gregory Ratoff como Sr. Vinmont
- Anita Page como Jenny LeGrande
- Verree Teasdale como Sarah Dennis
- Jean Hersholt como Jacob "Jake" Sorenson
- Norman Foster como Tom Shepherd
- George Barbier como Charlie Norton
- Wallace Ford como Slim
- Hedda Hopper como Ella Dwight
- Helen Coburn como Myra
- John Marston como Bill
- Richard Alexander como Homem em que Tom esbarra
- Oscar Apfel como Associado de Brewster
- Frank Atkinson como Garçom na Festa
- Reginald Barlow como Associado de Brewster
- Harry C. Bradley como Johnson, secretário de Dwight
- Edward Brophy como Homem em Elevador
- Gordon De Main como Banqueiro
- Jesse De Vorska como Sol, associado de Vinmont
- Billy Gilbert como Segundo Agente de Bilhetes
- Boris Karloff como Homem se Aproximando do Balcão de Ingressos
- Tom Kennedy como Massagista
- Arnold Lucy como Banqueiro
- Geneva Mitchell como Sra. Kyne
- William Morris como Hamilton
- Edmund Mortimer como Convidado da Festa
- Dennis O'Keefe como Atendente do Corretor de Valores
- Lee Phelps como John, Atendente da Academia
- Purnell Pratt como Harrington Brewster
- Henry Roquemore como Homem que Perde o Chapéu
- Larry Steers como Convidado da Festa

## Recepção
Após o lançamento de "Skyscraper Souls" no verão de 1932, The Film Daily, amplamente lido entre o pessoal da indústria cinematográfica e os proprietários de cinemas, deu à produção uma crítica muito positiva. O jornal citou em particular o "elenco de peso" do filme e o amplo apelo público de sua trama "rápida", especialmente dentro do ambiente altamente instável da economia dos Estados Unidos na época:
"Warren William e seu excelente elenco de apoio, com suas performances consistentemente interessantes, são suficientes para manter essa história viva, mesmo que não seja um romance absorvente e atraente de cidade grande. O título dá apenas uma dica parcial do conto, que gira em torno de William, um idealista cuja carreira quase percorre a gama de grandes negócios e manipulação do mercado de ações, com a desonestidade e a certeza envolvidas nos negócios. O interesse amoroso e o apelo sexual também desempenham seu papel na ação. O tema geral da história – o desejo louco de todos, que vai de presidentes de banco aos homens moribundos, de subir a escada da fortuna – dá ao filme um grande apelo. Além disso, com o atual renascimento da atividade ascendente no mercado de ações, o filme tem um ângulo temporal que deve lhe dar um valor bastante adicional".
Mordaunt Hall, o respeitado crítico de cinema do The New York Times, também elogiou o enredo de "Skyscraper Souls", chamando-o de "uma rica medida de entretenimento, repleta de suspense e vitalidade". No entanto, a revista Variety – também uma das revisoras mais influentes na indústria do entretenimento na época - discordou do The Film Daily e do The New York Times em relação às suas opiniões positivas sobre o enredo do filme, embora tenha dado notas consideravelmente altas às performances do elenco:
"Elenco e produção de primeira linha caíram em um cenário de campeonato, uma ocorrência não incomum. Neste caso, os atores são um pouco mais do que um par de muletas para tornar um pouco mais fácil andar com um enredo tão manco. No Capitol [Teatro em Nova Iorque], o filme foi feito muito além do que devia para durar 99 minutos ... Warren William segue adiante com as obras. Emprestado pela Warners, ele está em boa companhia neste elenco. Do imponente Verree Teasdale à Maureen O'Sullivan, seu elenco de apoio feminino é extra especial, enquanto os homens sublinhados, incluindo Norman Foster, Jean Hersholt e Wallace Ford, não são desleixados. Suas atuações dão ao filme todo o seu valor ... William aproveita ao máximo um gigante financeiro que é implacável em seus métodos de negócios e romance".

### Bilheteria
"Skyscraper Souls" gerou um lucro considerável para a Cosmopolitan Productions e para a Metro-Goldwyn-Mayer. O filme arrecadou US$ 444.000 nacionalmente e US$ 111.000 no exterior, totalizando US$ 555.000 mundialmente . Subtraindo o orçamento do filme de US$ 382.000 do valor bruto citado, obtém-se um lucro líquido de US$ 173.000.